# تجميع (فن)

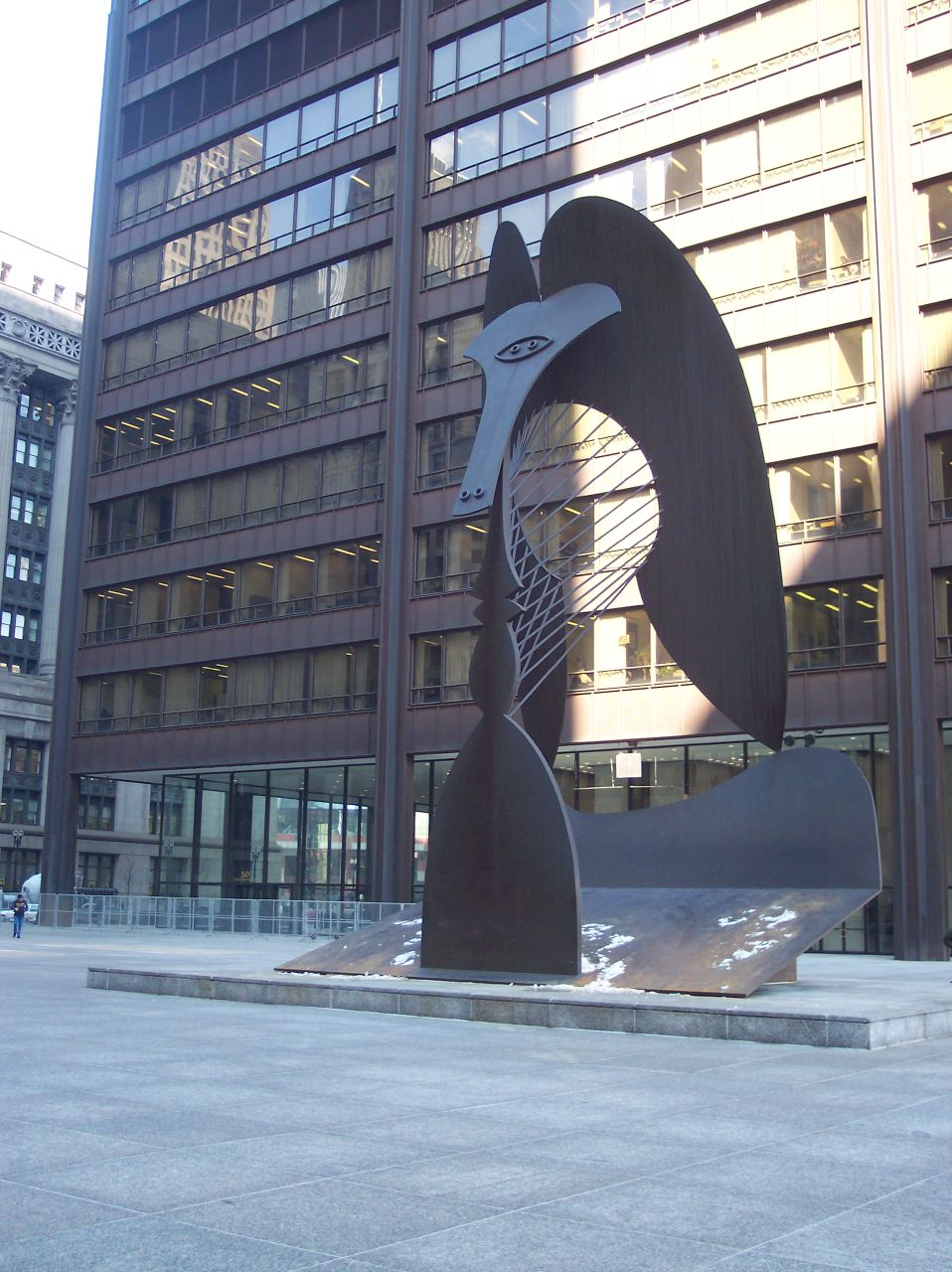
بيك-اسو - تجميع -شيكاغو -1967

التجميع (بالفرنسية: Assemblage)‏ عملية فنية، وهو مصطلح فني متعدد الاستعمالات في العديد من الفنون.

## في الأدب
يعني التجميع في الأدب بناء النصوص القائمة من أجل حل مشاكل الكتابة أو التواصل في سياق جديد بشكل واضح.

## في الفنون البصرية
يشير التجميع في الفنون البصرية إلى عمل تراكيب فنية ثنائية أو ثلاثية الأبعاد عن طريق تجميع الأشياء المعثور عليها، ويعد الفنان الأمريكي «روبرت روشنبرغ» أحد أبرز الفنانين في هذا المجال. ورغم أن العديد من الثقافات تشترك في اشتمالها على أشكال من الأعمال الفنية عمليات تجميعية من مواد متنوعة؛ إلا أن «فن التجميع» Art Assemblage في الحركة الفنية الحديثة؛ ظهر في بداية القرن العشرين؛ مع تجميعات بابلو بيكاسو التي تتركب من أشياء ملتقطة بالصدفة، في «المرحلة التكعيبية التجميعية»[1920-1914] ومع معروضات مارسيل دوشامب وروبرت راوشنبرج التي تتركب من مواد سابقة التصنيع؛ أو مع «التجميعات النحتية» لـ الفنانين المستقبليين مثل «بوتشيونى» «ومارينيتى».وقد شكل بيكاسو عمله الفنى «جيتار»[1912] كـ [تجميع] تجميعى من صفائح معدنية وأسلاك، كخامات تم توليفها لتوحى بصور عديدة متباينة ومتبدلة. بل أن مثل هذه [التراكيب] تتضمن دعابة مختلطة بقدر من التسامى.وبتجميع مارسيل دوشامب لتراكيب من نفايات البيئة، وبنبذه لمبادئ الفن التقليدية قدم الأشياء الجاهزة وغير المتوقعة كأعمال فنية. أما روبرت راوشنبرج فإنه أنجز عملاً فنياً بعنوان «سرير وأشياء جاهزة» من مفروشات وأغطية وأصباغ ملونة سكبها بالتقطير؛ وقد منح للأسلوبالتجميعى جماليته؛ وسمح لتوليد المعانى القابلة للتبدل، حيث يتوقف الأمر في عملية التفسير على القيم الثقافية، وعلى رؤية المشاهد.ويشتمل هذا العمل على قدر من الدعابة.

## التاريخ
أصل كلمة التجميع (في معناها الفني) قد يعود إلى بوادر الخمسينيات، عندما أنشأ جان دوبوفيت سلسلة من الكولاج من أجنحة الفراشة تحت عنوان "assemblages d'empreintes"، ومع ذلك، عمل كل من مارسيل دوشامب وبابلو بيكاسو بواسطة كائنات عثروا عليها لسنوات عديدة قبل دوبوفيت، ولم يكونا وحدهما، فالروسي فلاديمير تاتلين أنشأ عملاً اسمه "counter-reliefs" أي عداد الانتصاف في منتصف عشرات القرن الماضي، وبجانب تاتلين، كانت إلسا فون فريتاغ لورينجوفن أول امرأة حاولت التجميع، إضافةً إلى ذلك، لويس نيفيلسون تعد واحدة من أقدم الفنانين في هذا المجال وأغزرهم إنتاجاً، والتي بدأت في إنشاء تماثيلها من قطع خشبية معثور عليها في أواخر ثلاثينيات.
عام 1961م أقيم معرض «فن التجميع» بمتحف الفن الحديث بنيويورك، عرضت فيه أعمال فنية لفنانين أوروبيين تعود إلى بوادر القرن العشرين، مثل: جورج براك، دوبوفيت، دوشامب، بيكاسو، وكورت شويتيرس، إلى جانب الأمريكيين: مان راي، جوزيف كورنيل، وروبرت روشنبرج، وشمل أيضاً أعمالاً لفناني تجميع أقل شهرةً من الساحل الغربي الأمريكي، أمثال: جورج هرمز، بروس كونر، إدوارد كينهولز، ووصف ويليام سيتز مدير المعرض التجميع يتألف من مواد طبيعية متشكلة، أجسام، أو قطع غير مخصصة كمواد فنية.

## أشهر الفنانين
- فلاديمير تاتلين (1885-1953)، فنان روسي مشهور بعداد انتصافه___ هياكل مصنوعة من الخشب والحديد معلقة على زوايا الحائط منذ عشرات القرن الماضي.
- هانس بيلمر (1902–1975)، فنان ألماني معروف بدمى الإناث بالحجم الطبيعي خاصته، والتي أنتجت في ثلاثينيات القرن الماضي.
- والاس برمان (1926-1976)، فنان أمريكي مشهور بكولاجات "verifax".
- أندريه برتون (1896-1966)، فنان فرنسي، يعتبر المؤسس الرئيسي للسريالية.
- جون تشامبرلين (1927-2011)، فنان شيكاغو معروف بمنحوتاته من القطع الملحومة من السيارات المحطمة.
- جريج كولسون (1956)، فنان أمريكي معروف بمنحوتاته الجدارية من خرائط العصي، واللوحات المشيدة، ونظم الطاقة الشمسية، والتقاطعات.
- جوزيف كورنيل (1903-1972)، عاش في مدينة نيويورك، وهو معروف بصناديقه الدقيقة ذات الواجهة الزجاجية المعتادة، وقد رتب فيها مجموعةً مدهشةً من الكائنات، وصوراً من لوحات عصر النهضة، وصوراً فوتوغرافية قديمة، له العديد من الصناديق مثل صناديق (Medici Solt Machine) الشهيرة.
- روزالي جاسكوين (1917-1999)، مثالة نيوزيلاندية.
- راوول هوسمان (1886-1971)، فنان وكاتب أسترالي وشخصية رئيسية من شخصيات دادا في برلين، أكثر أعماله شهرة هو تكيب (روح عصرنا{رأس ميكانيكية}) عام 1920.
- روبرت هودسون (1938)، فنان أمريكي.[3]

## معرض صور

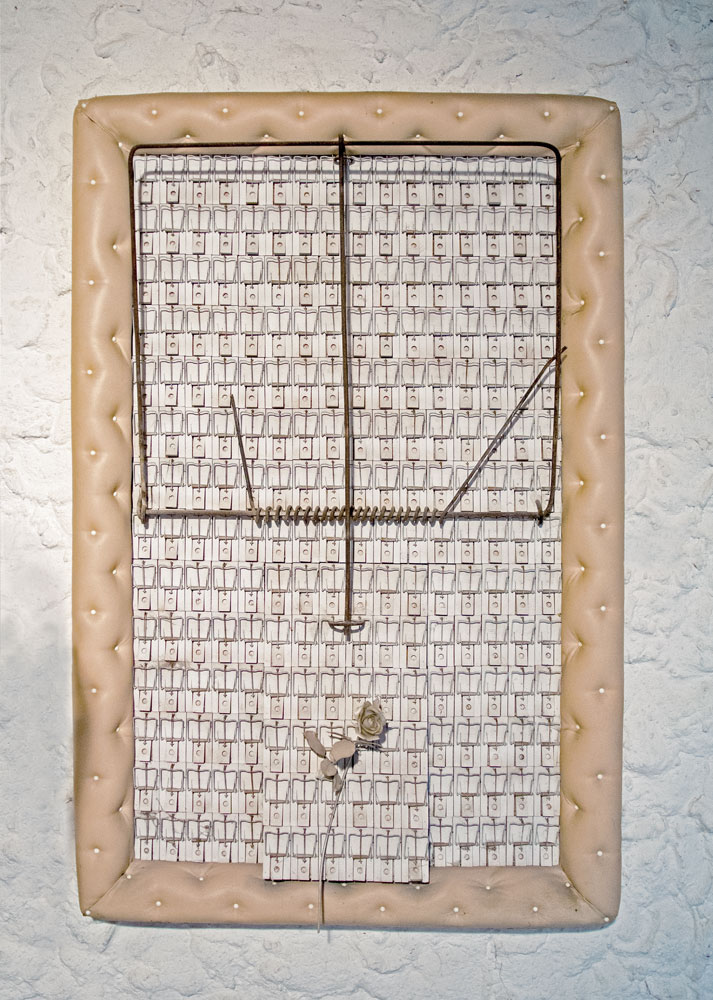
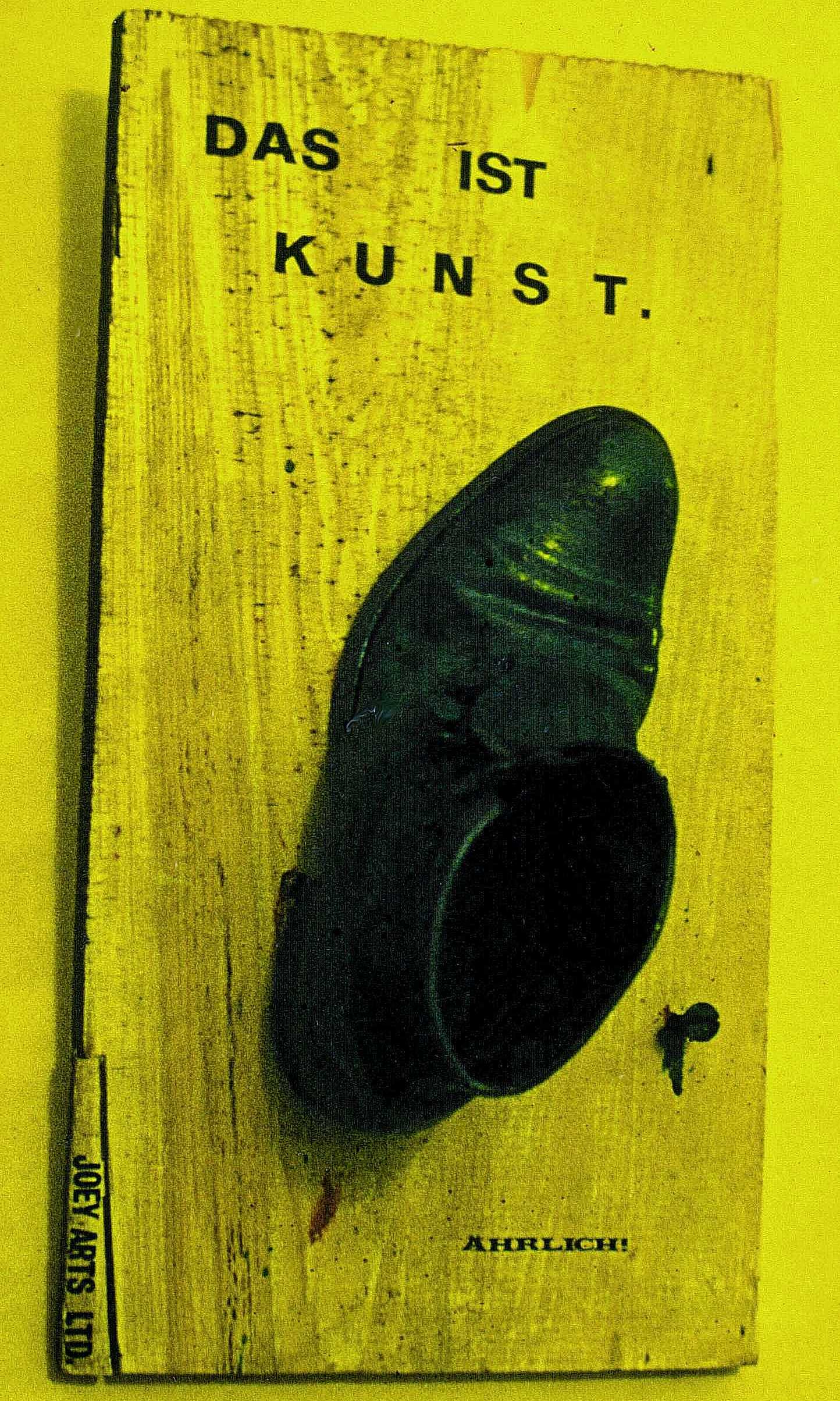
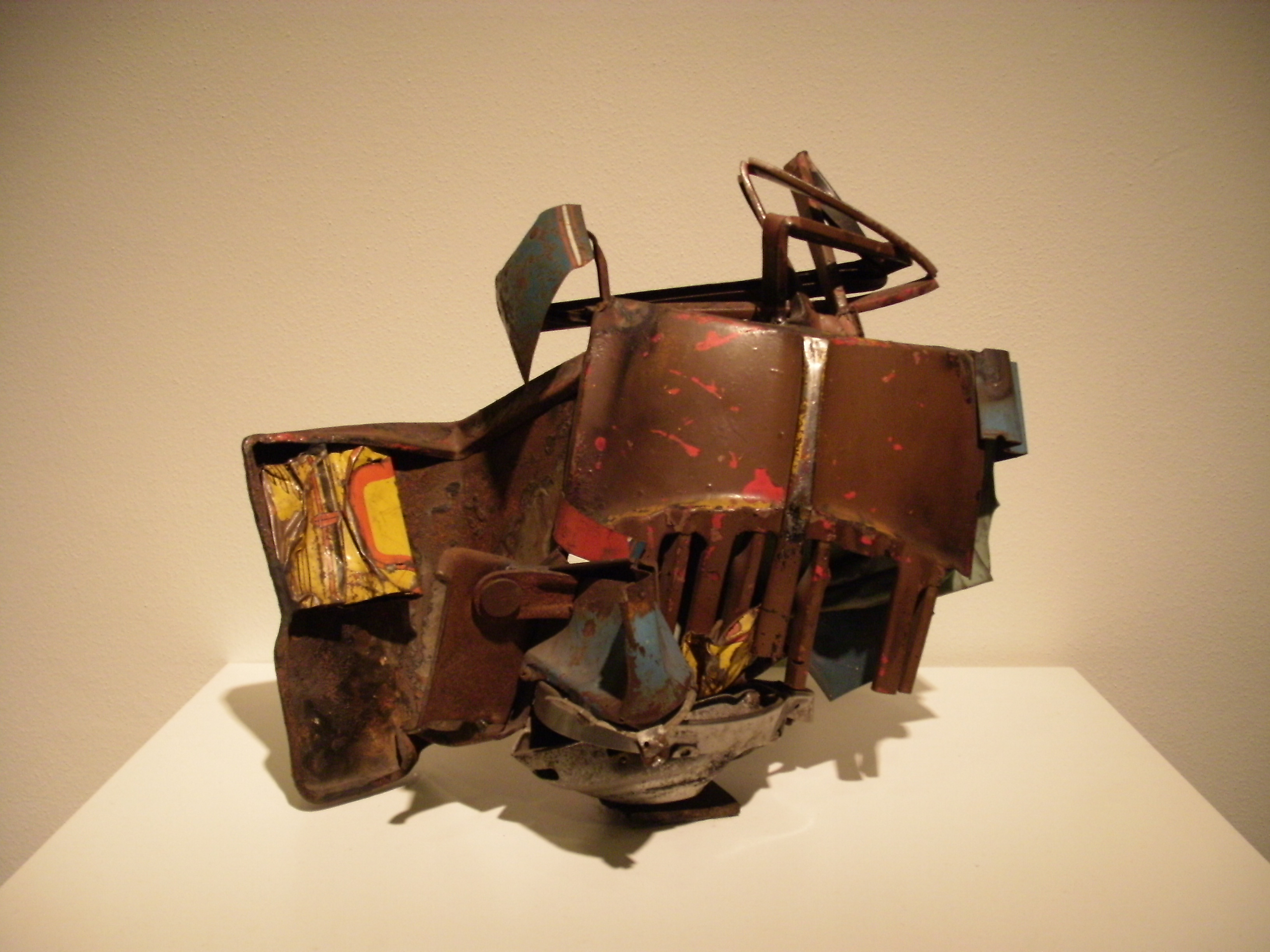